# Gongora nigropunctata
Gongora nigropunctata är en orkidéart som beskrevs av Rudolf Schlechter. Gongora nigropunctata ingår i släktet Gongora och familjen orkidéer. Inga underarter finns listade i Catalogue of Life.